# György Somlyó
György Somlyó   (Balatonboglár, 28 de novembre de 1920 - Budapest, 8 de maig de 2006) fou un poeta, traductor i assagista hongarès.

## Biografia
Fill de Zoltán Somlyó, un poeta de la primera generació de la revista Nyugat (Occident), estudià literatura hongaresa i francesa en la Universitat Catòlica Pázmány Péter, a Budapest, entre el 1940 i el 1946, i en la Sorbona des d'aquest any fins al 1948. Influenciat pel surrealisme francès, va traduir a l'hongarès molts poetes francesos moderns, com Paul Valéry, Paul Éluard i Saint-John Perse, i amb el temps arribaria a publicar un quadern de poemes propis en llengua francesa, Parisiens (1987). També va rebre la influència de Pablo Neruda, i va introduir a Hongria aquest i altres poetes espanyols i sud-americans. Al mateix temps, en la seua poesia més primerenca, durant els anys quaranta i cinquanta, procurà atenir-se a les directrius del realisme socialista, i entre els anys 1948 i 1955 va ocupar diversos càrrecs culturals en el Teatre Nacional, en estudis de cinema, en la ràdio, i va dirigir, del 1951 al 1953, la revista setmanal Irodalmi újság (Gaseta Literària). Durant la dècada dels anys seixanta, coincidint amb una certa obertura del règim estalinista en l'època de János Kádár, i sobretot arran de l'amnistia general del 1963, quan va començar un període més tolerant amb la literatura políticament neutra, fins i tot fomentada oficialment, va ser quan Somlyó trobà la seva veu més interessant, cultivant una poesia en què es combina l'experimentació formal amb un rerefons existencial.
El 1966 va llançar l'almanac Arion, que es publicà fins al 1987 i esdevingué un pont cultural entre l'Europa occidental i el món comunista. Arion publicava traduccions de poesia hongaresa en les llengües occidentals i composicions originals de poetes estrangers, entre ells Edwin Morgan, Charles Tomlinson, Jean Rousselot, Pablo Neruda, Octavio Paz i Rafael Alberti. Publicà també un bon nombre d'assajos sobre poetes tan fonamentals del segle XX com T. S. Eliot i Ezra Pound, a més d'un llibre sobre Milán Füst (un gran poeta hongarès de la generació Nyugat), una introducció a la poesia moderna i diversos escrits sobre poetes actuals i sobre l'art de la traducció. Les seves pròpies traduccions van ser reunides en tres volums sota el títol de Szelrozsa (Rosa dels vents), apareguts el 1993, el 1995 i el 1998.
Des del 1970 va cultivar també la prosa narrativa: Arnyjatek, on relata la malaltia i mort del seu amic el poeta Gábor Devecseri; Rámpa, relat autobiogràfic ambientat en els camps de concentració durant la guerra, i Kettős Párizsi.
Va ser vicepresident del PEN Hongarès, secretari de l'Associació d'Escriptors Hongaresos, i des del 1976 membre del consell de redacció de la revista literària francesa Poésie. El 1997 va ser elegit membre de l'Académie Mallarmé de París. Morí el 2006 a l'edat de 85 anys.

## Obres

### Poesia
- A Beke erdeje (La pau del bosc), 1952
- Vallomas a bekerol (Declaració de la pau), 1953
- Talizmán (Talismà), 1956
- Tó fölött, ég alatt (Per sobre el llac, al cel), antologia, 1962, 1965
- Mesék a mese ellen (Faula contra les faules), 1967, 1999
- A mesék második könyve (El segon llibre de les faules), 1971
- A mesék könyve (El llibre de les faules), 1974
- Épp ez (Això és), 1976
- Arion éneke (Cant d'Arió), Poesia reunida 1, 1978
- Kőkörök (Cercles de pedra), Poesia reunida 2, 1978
- Ami rajtam túl van (Què hi ha enllà de mi), antologia 1937–1986, 1988
- Palimpszeszt (Palimpsest), 1990
- Nem titok (No és un secret), 1992
- A negyedik szoba (La sala quatre), poemes 1992–1993, 1994
- Törésvonalak (Divisions), 1997
- Ahol van (On és), poemes 1997–2002, 2002

### Novel·la
- Arnyjatek (Joc d'ombres), 1970
- Rámpa (Rampa), 1983
- Párizsi kettős (Doble història de París), 1990

### Estudis i assaigs
- A költészet vérszerződése (La poesia en la sang), 1977
- Másutt (Enjondre), 1979
- Szerelőszőnyeg, 1980
- Megíratlan könyvek (Llibres no escrits), 1982
- Részletek egy megírhatatlan versesregényből (Plans inútils per a una novel·la en vers), 1983
- Philoktétész sebe (La ferida de Filoctetes), 1986
- Füst Milán, vagy a lesütött szemű ember (Milán Füst, o l'home amb els ulls baixos), 1993
- Philoktétésztől Ariónig 1-2. (selecció d'estudis), 2000

## Premis i distincions
- Premi Attila József, 1950, 1951, 1954, 1966
- Medalla d'or al Mèrit en el Treball, 1970
- Officier de l'Ordre des Arts et des Lettres (França), 1984
- Premi Forintos, de l'Associació Hongaresa d'Escriptors, 1985, 1992
- Premi Tibor Déry, 1987
- Premi Kassák (Fundació Soros), 1992
- Medalla del PEN Hongarès, 1994
- Premi Gyula Illyés, 1994
- Medalla Gabriela Mistral (Xile), 1996
- Premi Kossuth, 1997
- Premi Milán Füst, 2001
- Medalla commemorativa Pablo Neruda, 2004